# Nizerand
Der Nizerand ist ein kleiner Fluss im Osten von Frankreich, der im Département Rhône der Region Auvergne-Rhône-Alpes nordwestlich der Stadt Lyon verläuft.

## Geografie

### Verlauf
Der Nizerand entspringt im nordwestlichen Gemeindegebiet von Rivolet, entwässert generell Richtung Osten durch die Landschaft Beaujolais, passiert im Unterlauf die Stadt Villefranche-sur-Saône und mündet nach rund 17 Kilometern im Gemeindegebiet von Arnas als rechter Nebenfluss in die Saône. Im Mündungsabschnitt quert der Nizerand die Bahnstrecke Paris–Marseille und die Autobahn A6.

### Orte am Fluss
(Reihenfolge in Fließrichtung)
- La Poya, Gemeinde Rivolet
- Rivolet
- Denicé
- Ouilly, Gemeinde Gleizé
- Villefranche-sur-Saône
- Joux, Gemeinde Arnas